# Raymond Kurzweil
Pour les articles homonymes, voir Kurzweil.
Raymond C. Kurzweil (ou Ray) (kɚzwaɪl), né le 12 février 1948 dans l'arrondissement new-yorkais de Queens, est un auteur, ingénieur, chercheur, et futurologue américain. Il est créateur de plusieurs entreprises pionnières dans le domaine de la reconnaissance optique de caractères, de la synthèse et de la reconnaissance vocale, et des synthétiseurs électroniques. Il est également l'auteur de nombreux ouvrages sur la santé, l'intelligence artificielle, la prospective et la futurologie et il est devenu l'une des figure emblématique du transhumanisme. Professeur au MIT, titulaire du  prix américain de la technologie, il est décrit comme une « machine cérébrale ultime » dans un article de Forbes et comme « un véritable génie » dans un article du Wall Street Journal. Il est depuis 2012 directeur de l'ingénierie chez Google. Dans ses ouvrages de futurologie et conférences, il estime, et ce depuis le début des années 1990, que la singularité technologique est proche, puis en 2022 il estime qu'elle est imminente (peut-être avant 2030 ou dans les décennies à venir) car les capacités et le rythme d'évolution des technologies humaines accélèrent de manière exponentielle ; les NTIC engloberont rapidement toutes les connaissances humaines, ainsi, que des capacités de reconnaissance de formes, de résolution de problèmes complexe et d'intelligence émotionnelle et morale. Il estime que les prospectivistes ont gravement sous-estimé le caractère exponentiel (plutôt que linéraire) de cette explosion.

## Biographie
Ray Kurzweil est né et a grandi dans le Queens, à New York. Son père est musicien et chef d'orchestre, et sa mère peintre. Tous deux sont des Juifs laïques originaires d'Europe qui ont quitté l'Autriche peu avant la Seconde Guerre mondiale. Son éducation est marquée par l'éclectisme religieux au sein d'une église unitarienne. À 5 ans, il conçoit ses propres modèles réduits de bateaux, de voitures ; il s'essaie même, sans succès, à la construction d'un vaisseau spatial. C'est son oncle, ingénieur dans les Laboratoires Bell, qui l'initie à l'informatique.
À 15 ans, il met au point un logiciel de reconnaissance de thèmes musicaux analysant les œuvres de compositeurs classiques, puis synthétisant ses propres chansons en imitant leurs styles. Les capacités de ce programme sont telles qu'en 1965 Ray est invité sur la chaîne CBS, à participer à l'émission I've Got a Secret (en), où il interprète au piano une œuvre composée par un ordinateur de sa propre fabrication. La même année, il gagne pour cette invention le premier prix de l'International Science Fair, et est également distingué par le Westinghouse Talent Search.
En 1968, durant sa deuxième année d'études au MIT, il crée sa première entreprise, utilisant un programme informatique de sa conception pour orienter les étudiants vers des établissements d'enseignement supérieur. Ce programme, appelé Select College Consulting Program, croise les réponses à un questionnaire rempli par chaque étudiant avec des milliers d'éléments associés à chaque établissement. Peu de temps après il le revend au groupe Harcourt Brace (en). Il obtient en 1970 une licence (Bachelor of Science) en informatique et littérature.
Kurzweil fut le développeur principal du premier appareil de reconnaissance optique de caractères (OCR) pouvant analyser n'importe quelle polices de caractères, sorti en 1976. Il a également conçu premier relecteur d'écran pour les non-voyants, du premier instrument électronique capable de recréer le son d'un piano à queue et d'autres instruments d'orchestre ainsi qu'un système de reconnaissance vocale. Il a créé pas moins de neuf entreprises.
Il est notamment président fondateur de la Fondation Kurzweil, soutenant le développement de technologies destinées aux personnes handicapées.
En décembre 2012, il annonce qu'il rejoint Google pour travailler à de nouveaux projets impliquant « l'apprentissage automatisé et le traitement automatique des langues ».
Raymond Kurzweil fait partie de l'Army Science Advisory Board, chargé de conseiller l'armée américaine dans les domaines scientifiques et techniques. Il a témoigné devant le Congrès sur le thème des nanotechnologies. Il voit un potentiel considérable dans ces technologies pour résoudre des problèmes mondiaux comme le changement climatique.

## Futurologue
Dès les années 1990 Kurzweil a publié des ouvrages dans lesquels il a fait des prédictions sur l'évolution des technologies et de l'intelligence artificielle notamment : en 1990, il a publié "The Age of Intelligent Machines" (l'ère des machines intelligentes), puis "The Age of Spiritual Machines : when Computers Exceed Human Intelligence" (l'ère des machines spirituelles : quand les ordinateurs dépasseront l'intelligence humaine). 

En 2005, il a publié "The Singularity is Near: When Humans Transcend Biology" (la singularité est proche : quand les humains transcendent la biologie). iL y annonce une « période au cours de laquelle le rythme du changement technologique sera si rapide, son impact si profond, que la vie humaine sera transformée de manière irréversible » ; et affirme que l'accélération du rythme du changement technologique, notamment concernant les NTIC sera exponentiel. Selon lui, en 2005, on était au niveau du « genou » de la courbe exponentielle (là où la courbe passe de largement horizontale à largement verticale). Kurzweil annonce une singularité qui passera par la fusion de l'intelligence biologique et de l'intelligence machine, et la fusion du réel et de la réalité virtuelle ; l'intelligence « humaine » sera selon lui en partie non biologique et commencera une co-évolution homme-machine.
Dans ces ouvrages, il annonçait l'intelligence artificielle générale (AGI) — capable d'égaler ou de surpasser les capacités humaines dans la plupart des domaines cognitifs — comme émergeant avant avant 2030. Sur les plus de 145 prédictions, souvent controversées (on l'accuse par exemple d'avoir surestimé la loi des rendements accélérés, qu'il maintient depuis les années 1990 ; et de faire peu de cas des risques de désalignement de l'IA, d'usages malveillants ou de ses implications éthiques). Il affirme que 86 % de se prédictions sont déjà avérées vérifiées.
Dans son ouvrage The Singularity is Nearer (2024), il maintient que l'AGI. Il estime que « nous n'avons pas une ou deux IA dans le monde. Aujourd'hui, nous en avons des milliards » ; l'humanité atteindra la singularité technologique en 2045, quand la croissance technologique deviendra incontrôlable et irréversible, entraînant une probable fusion de l'humain avec la machine intelligente. Il estime que la technologie ne remplacera pas l'humain, mais le renforcera, en élargissant ses capacités mentales et physiques ; et comme de nombreux autres experts de l'IA, il a appelé à une régulation et à un cadre éthique pour accompagner cette transition vers une humanité augmentée.
Parmi ses prédictions figurent les hypothèses suivantes :
Connexion cerveau-IA : grâce aux nanotechnologies, les humains pourront relier leur cerveau à des réseaux neuronaux artificiels, augmentant leurs capacités cognitives, leur mémoire et leur accès à l'information. La réalité virtuelle et les expériences immersives prendront une place croissante dans la vie et les humains pourront vivre des expériences proches de la vie dans des mondes virtuels presque impossibles à distinguer de la réalité, ce qui permettra, selon lui, d'explorer de nouveaux domaines de l'existence et davoir des relations avec d'autres personnes de manière nouvelle et profonde. « d'ici les années 2030, nous connecterons notre néocortex, la partie de notre cerveau où nous réfléchissons, au cloud ».
Longévité radicale : les nanorobots médicaux pourraient réparer les cellules, éliminer les toxines et inverser le vieillissement et prolonger la durée de vie humaine de manière indéfinie pour certains individus. Raymond Kurzweil a lui-même rejoint la Alcor Life Extension Foundation, une entreprise spécialisée en cryonie. Au moment de son décès, il est prévu qu'il soit perfusé avec des  cryoprotectants (en), vitrifié dans de l'azote liquide et stocké dans une installation d'Alcor dans l'espoir que de futures technologies médicales permettent de réparer ses tissus et de le faire revivre.
Répliques et jumeaux numériques : l'IA pourrait recréer des personnalités disparues à partir d'archives numériques, ouvrant la voie à des simulations interactives de personnes décédées.
Corps artificiels : Kurzweil envisage que les humains évolueront vers des corps non-biologiques plus performants que ceux permis par la biologie naturelle.
Énergie abondante ou quasi-illimitée : les progrès en fusion nucléaire et automatisation minière pourraient rendre l'énergie quasi illimitée et accessible.

## Citations
- « Télécharger un cerveau humain signifie scanner tous les détails essentiels et les installer ensuite sur un système de calcul suffisamment puissant. Ce processus permettrait de capturer l'intégralité de la personnalité d'une personne, sa mémoire, ses talents, son histoire. » (Humanité 2.0, la Bible du changement, 2007)

## Œuvres
- The Age of Intelligent Machines, MIT Press, 1990
- The 10% Solution for a Healthy Life, Crown Publishers, 1993
- The Age of Spiritual Machines : when Computers Exceed Human Intelligence, Viking / Penguin Books, 1999
- Are We Spiritual Machines ? Ray Kurzweil versus the Critics of Strong AI, The Discovery Institute Press, 2002
- Fantastic Voyage: Live Long Enough to Live Forever, en collaboration avec Terry Grossman, M.D., Rodale Books, 2004 Publié en français sous le titre Serons-nous immortels ? : Oméga 3, nanotechnologies, clonage..., traduit par le Dr Serge Weinman, Paris, Dunod, coll. « Quai des sciences », 2006, 526 p.  (ISBN 978-2100494194)
- (en) Ray Kurzweil, The Singularity is Near : When Humans Transcend Biology, New York, Penguin, 2005, 652 p. (ISBN 0-14-303788-9 et 978-0-14-303788-0)Publié en français sous le titre Humanité 2.0 : La Bible du changement, traduit par  Adeline Mesmin, Paris, M21, 2007, 647 p.  (ISBN 978-2-916260-04-4) (OCLC 300279007) (BNF 41462577)
- (en) Ray Kurzweil, How to Create a Mind : The Secret of Human Thought Revealed, Viking, 2013, 336 p.
- (en) Ray Kurzweil, The Singularity Is Nearer : When We Merge With AI, Penguin, 2024, 432 p. (ISBN 978-0-399-56276-1)

## Prix
- Inventeur de l'année du MIT
- Prix Lemelson-MIT 2001
- Ingénieur de l'année de Design News Magazine
- Médaille Présidentielle
- National Medal of Technology and Innovation
- Membre du National Inventors Hall of Fame

### Vidéographie
- TED, « The Last 6 Decades of AI — and What Comes Next », 27 juin 2024 (consulté le 24 juillet 2025)